# 柏原市の地名
本項柏原市の地名（かしわらしのちめい）では、大阪府柏原市における町名や大字名を中心に、本市ならびに前身の柏原村・柏原町成立以来の地名の変遷について記述する。

## 現行行政町名
まず市内の現行の町字名を五十音順に列挙する。

### あ行
- 青谷
- 旭ケ丘1 - 4丁目
- 安堂
- 安堂町
- 石川町
- 今町1 - 2丁目
- 円明町
- 大県
- 大県1 - 4丁目

### か行
- 片山町
- 上市1 - 4丁目
- 雁多尾畑
- 河原町
- 清州1 - 2丁目
- 国分市場1 - 2丁目
- 国分西1 - 2丁目
- 国分東条町
- 国分本町1 - 7丁目

### た行
- 大正1 - 3丁目
- 太平寺
- 太平寺1 - 2丁目
- 高井田
- 田辺1 - 2丁目
- 玉手町
- 峠
- 堂島町

### は行
- 平野
- 平野1 - 2丁目
- 古町1 - 3丁目
- 法善寺1 - 4丁目
- 本郷1 - 5丁目
- 本堂

### や行
- 山ノ井町

## 町字名の変遷
柏原村は1889年（明治22年）、志紀郡市村新田・柏原村が合併することにより成立。旧村名を継承した2大字を編成。1896年（明治29年）、南河内郡の所属となる。

### 成立当初の大字名
- 柏原（1965年廃止）
- 市村新田（1910年市村と改称。）

### 町字の設置
1910年（明治43年）
- 市村（市村新田より、1966年廃止）

1915年（大正4年）、町制施行して柏原町となる。村制時の2大字を継承。
1939年（昭和14年）
中河内郡堅下村・堅上村と合併。改めて柏原町が発足し、中河内郡の所属となる。合併各町村の大字を継承した12大字を編成。
旧堅上村
- 青谷
- 雁多尾畑
- 峠
- 本堂

旧堅下村
- 安堂
- 大県
- 太平寺
- 高井田
- 平野
- 法善寺（1966年廃止）

1956年（昭和31年）、南河内郡国分町と合併し、改めて柏原町が発足。
旧国分町
- 国分（1967年廃止）
- 円明（1967年廃止）
- 片山（1967年廃止）
- 玉手（1967年廃止）

1958年（昭和33年）、市制施行して柏原市となる。
1965年（昭和40年）
- 今町1 - 2丁目（柏原・市村の各一部より）
- 上市1 - 4丁目（市村・太平寺の一部より）
- 河原町（市村・法善寺の各一部より）
- 清州1 - 2丁目（市村の一部より）
- 大正1 - 3丁目（柏原の一部より）
- 堂島町（市村の一部より）
- 古町1 - 3丁目（柏原・市村の各一部より）
- 本郷1 - 5丁目（柏原の一部より）

1966年（昭和41年）
- 安堂町（安堂・太平寺の各一部より）
- 大県1 - 4丁目（大県・法善寺・平野の各一部より）
- 太平寺1 - 2丁目（太平寺・安堂の各一部より）
- 平野1 - 2丁目（平野の一部より）
- 法善寺1 - 4丁目（法善寺・大型の各一部と市村より）
- 山ノ井町（平野の一部より）

1967年（昭和42年）
- 旭ケ丘1 - 4丁目（国分・円明・玉手の各一部より）
- 石川町（片山・玉手の各一部より）
- 円明町（円明・玉手・国分の各一部より）
- 片山町（片山・玉手の各一部より）
- 国分市場1 - 2丁目（国分の一部より）
- 国分西1 - 2丁目（国分・玉手の各一部より）
- 国分東条町（国分の一部より）
- 国分本町1 - 7丁目（国分の一部より）
- 田辺1 - 2丁目（国分・円明・玉手の各一部より）
- 玉手町（玉手・円明・片山の各一部より）

## 参考資料
- 角川日本地名大辞典 27 大阪府（1983年、角川書店）